# Kongói galamb
A kongói galamb (Columba unicincta) a madarak osztályának galambalakúak (Columbiformes) rendjébe és a galambfélék (Columbidae) családjába tartozó faj. A kongói galambot John Cassin amerikai ornitológus írta le 1860-ban, egy begyűjtött mintadarabról, melyet Nyugat-Afrikában a Ogouéban fogtak.

## Előfordulása
Angola, Dél-Szudán, Elefántcsontpart, Egyenlítői-Guinea, Gabon, Ghána, Guinea, Kamerun, a Kongói Köztársaság, a Kongói Demokratikus Köztársaság, a Közép-afrikai Köztársaság, Libéria, Nigéria, Ruanda, Sierra Leone, Tanzánia, Uganda és  Zambia területein honos, a trópusi esőerdőkben.

## Megjelenése
Nyaka és teste halványszürke, farka és szárnyai sötét szürkék. Szeme élénkvörös színű. 35-36 cm hosszú, 356 és 490 g közötti tömegű. A nemek hasonlóak.  Szürke nyaka és teste van, sötétebb szürke szárnyakkal és farokkal. A torok és a has fehér. A mell rész csillogó rózsaszínű. A szem és a körülötte lévő gyűrűk pirosak. Hangja nagyon hangos, "doo doo doo" vagy "whu whu whu whu-WHU".

## Életmódja
Mint más galambok is főleg gabonával, magvakkal táplálkozik. 

## Szaporodás
Elsősorban a száraz évszak második felében szaporodnak. A nőstény galamb általában 1 és 3 tojást tojik, 14-18 napig költenek. Mindkét szülő segíti a fiókák nevelésében. Kikelés után növényi tejjel táplálják őket. Néhány nappal később kis darab szilárd ételt is fogyasztanak már. A fészket a kikelés után 20-25 nappal hagyják el. 

## Természetvédelmi helyzete
Populációja stabil és nem fenyegetett, bár a madarak pontos száma nem ismert.